# Tsaiorchis
Tsaiorchis es un género de orquídeas de la subfamilia Orchidoideae. Su única especie, Tsaiorchis neottianthoides Tang & Wang, es originaria de China.

## Descripción
Es una orquídea de pequeño tamaño  que prefiere el clima cálido al fresco. Tiene hábitos terrestres con un tallo erecto que lleva 2 hojas ovadas y agudas. Florece a finales del verano y principios del otoño en una inflorescencia erecta de 1.5 a 2 cm de largo, con 5-7  flores.

## Distribución
Se encuentra en el sureste de Guangxi y Yunnan de China en los bosques densos y en los valles a una altitud de 1500 metros. 

## Sinonimia
- Platanthera neottianthoides (Tang & F.T.Wang) R.M.Bateman & P.J.Cribb, Ann. Bot. (Oxford) 104: 439 (2009).[2]